# 666 Desdemona
A 666 Desdemona egy a Naprendszer kisbolygói közül, amit August Kopff fedezett fel 1908. július 23-án. Gyakran összekeverik az Uránusz egy hasonló nevű holdjával, a Desdemonával.